# 제14회 제주영화제
제14회 제주영화제는 2018년 11월 24일에 열린 시상식이다.

## 수상 및 후보

### 제주트멍
- 어멍 - 고훈
- 백년의 노래 - 이상목
- 미여지 뱅뒤 - 변성진
- 마중 - 문숙희
- 김녕회관 - 문재웅

### 아일랜드시네마
- 고령가 소년 살인사건 - 에드워드 양
- 귀신온천여관 - 린 관 후이
- 그랑블루 - 뤽 베송
- 러브레터 - 이와이 슌지
- 맨체스터 바이 더 씨 - 케네스 로너건
- 블루 - 카리나 홀든
- 비트윈 랜드 앤 씨 - 로스 휘태커
- 시네마 천국 - 쥬세페 토르나토레
- 어드리프트:우리가 함께한 바다 - 발타자르 코루마쿠르
- 피아노 - 제인 캠피온

### 한국영화 초이스
- 우묵배미의 사랑 - 장선우
- 미쓰백 - 이지원
- 공작 - 윤종빈

### 제주유랑극장
- 피아노 - 제인 캠피온

### 특별전1
- 걸어도 걸어도 - 고레에다 히로카즈
- 그렇게 아버지가 된다 - 고레에다 히로카즈
- 바닷마을 다이어리 - 고레에다 히로카즈
- 세 번째 살인 - 고레에다 히로카즈
- 아무도 모른다 - 고레에다 히로카즈
- 어느 가족 - 고레에다 히로카즈
- 태풍이 지나가고 - 고레에다 히로카즈

### 특별전2
- 두 여인 - 비토리오 데 시카
- 보카치오70 - 비토리오 데 시카 외 3명
- 어제, 오늘, 내일 - 비토리오 데 시카
- 이탈리아식 결혼 - 비토리오 데 시카
- 특별한 날 - 에토레 스콜라
- 해바라기 - 비토리오 데 시카